# A Hard Day's Night (singl)
A Hard Day's Night je singl ploča i veliki hit Beatlesa, objavljena 1964. Pjesmu su po njihovom uvriježenom pravilu potpisali kao autori Lennon i McCartney.

## Uspjeh
Pjesma je bila naslovna tema njihovog prvog igranog istoimenog filma A Hard Day's Night. Kako su Beatlesi tad već postali #1 sastav, sve je pažljivo isplanirano, tako da je istovremeno objavljen singl i album i to i u Americi i Britaniji. Ploča je s obje strane Atlantika postala #1 u kolovozu 1964.  Beatlesi su bili prvi kojima je to pošlo za rukom .
A Hard Day's Night bio je jedan od njihovih ranih singlova koji je požnjeo ogroman uspjeh, a Americi pokazao da Beatlesi nisu sastav od jednog hita i time potvrdio njihov status mega zvijezda.

## Nastanak pjesme
Inspirator naslova pjesme i istoimenog filma je Ringo Starr koji je tom luckastom sintagmom Večer nakon napornog dana opisao njihov tadašnji život, kao neprekidno sviranje i snimanje tijekom cijelog dana koje se često produžuje i u duboku noć.

### Glazba i aranžman
A Hard Day's Night koju su potpisali Lennon i McCartney zapravo je većim dijelom autorstvo John Lennona. To je bila vrlo melodiozna pjesma u stilu Everly Brothersa, vrlo popularnog američkog dueta tih godina, koji su upravo te godine odradili svoju dugu englesku turneju. Uspjehu pjesme pomoglo je i briljantno odsvirana gitaristička dionica George Harrisona na električnoj gitari od 12 žica model OS 360/12 FG tvrtke Rickenbacker, u ono doba pravi tehnički novum, koji je Harrison dobio u veljači 1964.

### Izvođači singla A Hard Day's Night
- John Lennon - pjevač (uduplo), akustična gitara, ritam gitara
- Paul McCartney - pjevač (uduplo), bas-gitara
- George Harrison - solo gitara
- Ringo Starr - bubnjevi, bongo
- George Martin - klavir

### Stihovi
Stihove pjesme napisao je John Lennon, a zapravo je opisao svoj život (upravo se bio oženio s Cynthiom Powell) i često izbivanje na dugotrajnim turnejama i sve druge obaveze pop zvijezde teško su mu padale.

### Snimanje
Beatlesi su pjesmu A Hard Day's Night snimili u Studiju 2 u legendarnoj EMIjevoj zgradi u londonskom Abbey Roadu  16. travnja 1964. za svega tri sata, uz svog vjernog glazbenog producenta George Martina. Za finalnu inačicu odabrali su svoj deveti snimak.

## Ostale poznate izvedbe
Brojni glazbenici snimili su svoje inačice tog hita (Quincy Jones, Peggy Lee, Ella Fitzgerald,  Chet Atkins, Billy Preston, Dionne Warwick, Otis Redding...) a najveći uspjeh požnjele su izvedbe Peter Sellersa (1965., popela se među prvih dvadeset na britanskim ljestvicama popularnosti), Billy Joela za album Complete Hits i njemačkog punk sastava The Punkles za njihov debi album. Sarajevski sastav Indexi snimio je vrlo brzo nakon Beatlesa 1966. svoju inačicu pjesme pod naslovom Učini jednom bar.

## Vanjske poveznice
- Stihovi (engl.)
- Analiza pjesme Alana W. Pollacka (engl.)